# Brouwerij Palm

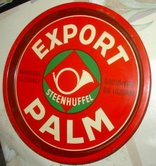
Oud Palm-dienblad

Brouwerij Palm is een Belgische brouwerij, die gevestigd is in Steenhuffel, een deelgemeente van Londerzeel. Het staat vooral bekend om zijn paradepaardje, Palm, een amberbier.  Sinds 2016 is de brouwerij onderdeel van het Nederlandse Royal Swinkels. 
De oprichting van de brouwerij startte in 1706 toen Andries Van Doorselaer en Joanna Van Accoleyen hoeve Den Hoorn kochten en daarna begonnen met de productie van bier. 

## Oorsprong
In 1597 begint de geschiedenis van Palm met de akte van verkoop van een hofstede. De archieven van de gemeente Steenhuffel vermelden: ene hofstede, gelegen tegenover de Kercke, geheeten Den Hoorn, langs de baene van Aelst naar Mechelen.
In 1706 kocht Andries Van Doorselaer de hofstede op. Pas in 1747 starten de eerste officiële tekenen van brouwactiviteit te Steenhuffel. Een akte van volkstelling geeft een opsomming van handelaars en neringdoeners waaronder de afspanningen De Oude Croon, Het Hoefijzer en De Drij Coninghen. Tevens worden twee brouwerijen De Hoorn en De Valck vermeld.
In de 19e eeuw namen de zonen van De Mesmaeker brouwerij De Hoorn over. In 1908 trouwde Henriette De Mesmaecker, achterkleindochter van Jean-Baptiste De Mesmaecker met Arthur Van Roy die afstamt van Van Rhode. Deze Arthur Van Roy begon met de productie van een nieuw bier. Tijdens de opkomst van de pils bleef hij vasthouden aan zijn traditioneel bier van hoge gisting waarmee hij prioriteit gaf aan de eigenheid van zijn streekbier. 
In de Eerste Wereldoorlog werd de brouwerij totaal vernield. Arthur Van Roy bouwde ze opnieuw op en maakte ze groter, erop vertrouwend dat hij met zijn bier van hoge gisting ook buiten de dorpsgrenzen succes kon boeken. Het bier van De Hoorn kreeg in 1929 de de merknaam Spéciale Palm, Speciale verwijzend naar de bierstijl Special Belge en Palm als teken van de overwinning van hoge gistingsbier op het steeds populairdere pils.
In 1974 kwam Jan Toye, neef van Fred Van Roy, aan de leiding van het bedrijf. In 1975 wijzigde de naam van brouwerij De Hoorn in brouwerij Palm. 
In 1998 nam brouwerij Palm brouwerij Rodenbach over, in 2001 gevolgd door brouwerij De Gouden Boom.
In augustus 2014 werd een nieuwe kleine brouwinstallatie geïnstalleerd waar experimentele brouwsels van 1000 liter kunnen gebrouwen worden. De brouwerij noemde zich sindsdien Palm Belgian Craft Brewers (afgekort PALM nv-sa). De brouwerij had in 2015 een totale productiecapaciteit van 1 miljoen hectoliter en behaalde dat jaar een omzet van 53 miljoen euro. In dat jaar realiseerde ze voor het eerst sinds vele jaren weer een bescheiden winst: 475.000 euro.
Door de opkomst van zware speciaalbieren was het aandeel van de Palm-bieren gedaald van 80% van de productie in 2006 naar minder dan 50 procent in 2016. Op 9 mei 2016 kocht de Nederlandse brouwerij Bavaria N.V. een meerderheidsbelang in het bedrijf voor een bedrag van 78,8 miljoen euro. daarmee kwam een einde aan het lidmaatschap van de Belgian Family Brewers. Bavaria kocht in eerste instantie 60% van de aandelen en breidde dit in 2021 uit naar 100%. Door de overname kreeg Palm toegang tot het internationale netwerk van Bavaria, dat met verschillende merken in 120 landen actief is. Palm bleef een Belgische directie behouden, maar Jan-Reinier Swinkels en Frank Swinkels van Bavaria namen wel zitting in de raad van toezicht.

## Lijst van bieren

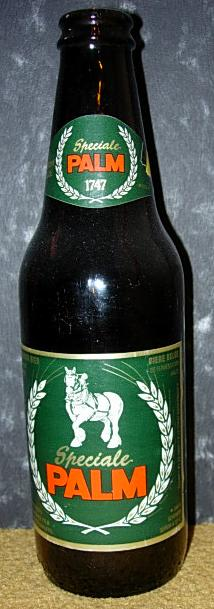
Een flesje Palm

Gebrouwen in Steenhuffel door Brouwerij Palm: 
- Palm (5,2%)
  - Dobbel Palm (5,7%)
  - Palm Royale (7,5%)
  - Palm Hop Select (6%)
  - Palm 0.0
- Steendonk (5%)
- Bock Pils (5,2%)
- St. Pierre

Gebrouwen in Steenhuffel door Brouwerij De Hoorn:
- Cornet (8,5%)
- Arthur's Legacy
- Estaminet Refined Lager (5,2%)

Gebrouwen in Brugge:
- Brugge Tripel (8,7%)
- Brugge Blond (6,5%)
- Steenbrugge (6,5%)

Gebrouwen in Roeselare: zie Rodenbach

### Overig
Geproduceerd in opdracht:
- Tournée Générale Tripel Hop